# 寺田忍
寺田 忍（てらだ しのぶ、1972年 - ）は、日本の現代美術家。
1998年、桑沢デザイン研究所・パッケージデザイン研究科卒業。

## 作品
平面・立体・インスタレーション・パフォーマンスと多岐にわたる。

## 活動
個展・グループ展など。

## 書籍
- 『HO‐TAI ART issue』 美研インターナショナル、2003年8月発行。ISBN 978-4434034589